# Bajío (Querétaro)
El Bajío queretano se localiza al suroccidente del estado de Querétaro. Aquí comienza, geográficamente y culturalmente El Bajío, esa gran región del país que para muchos sigue siendo "El Granero de México" y para todos los mexicanos el andador natural de su historia.

## Geografía
Es una región de amplios horizontes, abierta hacia el oeste y respaldada por el este por una serie de cañadas, a través las cuales ascienden o descienden las vías de comunicación.
En Querétaro la mayor parte de la region está por arriba de los 1900 m s. n. m. Pero después de cruzar la ciudad de Santiago de Querétaro, empieza a descender, dando lugar a altitudes promedio de 1816 a 1840 m s. n. m.
El Bajío Querétano está con formado por el Bajío Queretano y Llanos Centrales.

## Municipios
- Amealco de Bonfil
- Cadereyta
- Colon
- Corregidora
- El Marqués
- Ezequiel Montes
- Huimilpan
- Pedro Escobedo
- Querétaro
- San Juan del Río
- Tequisquiapan
- Tolimán